# فرودگاه لیکساید استیت
فرودگاه لیکساید استیت  (به انگلیسی: Lakeside State Airport) یک فرودگاه همگانی است که یک باند فرود چمن دارد و طول باند آن ۶۵۵ متر است. این فرودگاه در شهر لکسید، اورگن کشور ایالات متحده آمریکا قرار دارد و در ارتفاع ۶ متری از سطح دریا واقع شده است.